# 倒八板
《倒八板》是一首中国民间乐曲，来自于云南，节奏鲜明、明快。
1934年，中国作曲家聂耳根据《倒八板》，改编创作了民族管弦乐曲《金蛇狂舞》。